# Adler-Apotheke (Böckingen)
Das Gebäude der  Adler-Apotheke  an der Schuchmannstraße 13 im Heilbronner Stadtteil Böckingen wurde 1905 nach Plänen des Architekten Karl Tscherning für den Apotheker Ernst Gustav Schnitzer im Stil des Späthistorismus errichtet. Die 1906 darin eröffnete Apotheke war die erste Apotheke in Böckingen. Das Gebäude steht als Kulturdenkmal unter Denkmalschutz.

## Geschichte
Im Mittelalter, als Böckingen noch als reichsstädtisches Dorf zu Heilbronn gehörte, war der Ort in die Gesundheitsvorsorge der Reichsstadt eingebunden. Als Heilbronn 1803 zu Württemberg kam und Böckingen infolgedessen eine selbstständige Gemeinde wurde, unterblieb der Aufbau eines eigenen Gesundheitswesens. Es gab lediglich einen einmal wöchentlich im (alten) Rathaus praktizierenden Heilbronner Armenarzt sowie verschiedene „Volksmediziner“ wie das Kräuterweible Kätherle oder den Schäfer Schall, genannt Manuel-Onkel. Mit der Schaffung der Bismarckschen Sozialgesetze in den 1880er Jahren wurde der Heilbronner Mediziner Hermann Naser (* 1858) von der Kreisgesundheitsbehörde in Heilbronn zum Distriktsarzt für Böckingen, Horkheim und Klingenberg bestellt. Naser hatte sich in Böckingen niederzulassen. Die von ihm verschriebenen Rezepturen mussten jedoch weiterhin in Heilbronn durch Boten besorgt werden.
Erste Überlegungen zur Errichtung einer Apotheke in Böckingen bestanden bereits ab 1896, wurden jedoch noch 1901 vom Stuttgarter Medizinalkollegium abgelehnt. Begründet wurde die Ablehnung mit der räumlichen Nähe von Böckingen zu Heilbronn. Außerdem hatte Naser angegeben, dass trotz einer Einwohnerzahl von über 6000 Personen nur geringe Mengen an Medikamenten benötigt würden, so dass die wirtschaftliche Grundlage einer Apotheke am Ort zweifelhaft sei. Der Böckinger Schultheiß Adolf Alter trieb die Apothekenpläne ab 1903 gegen den Widerstand der Heilbronner Apotheker und des Naser voran, so dass die Regierung des Neckarkreises schließlich am 3. Januar 1905 die Errichtung einer Apotheke in Böckingen zuließ.

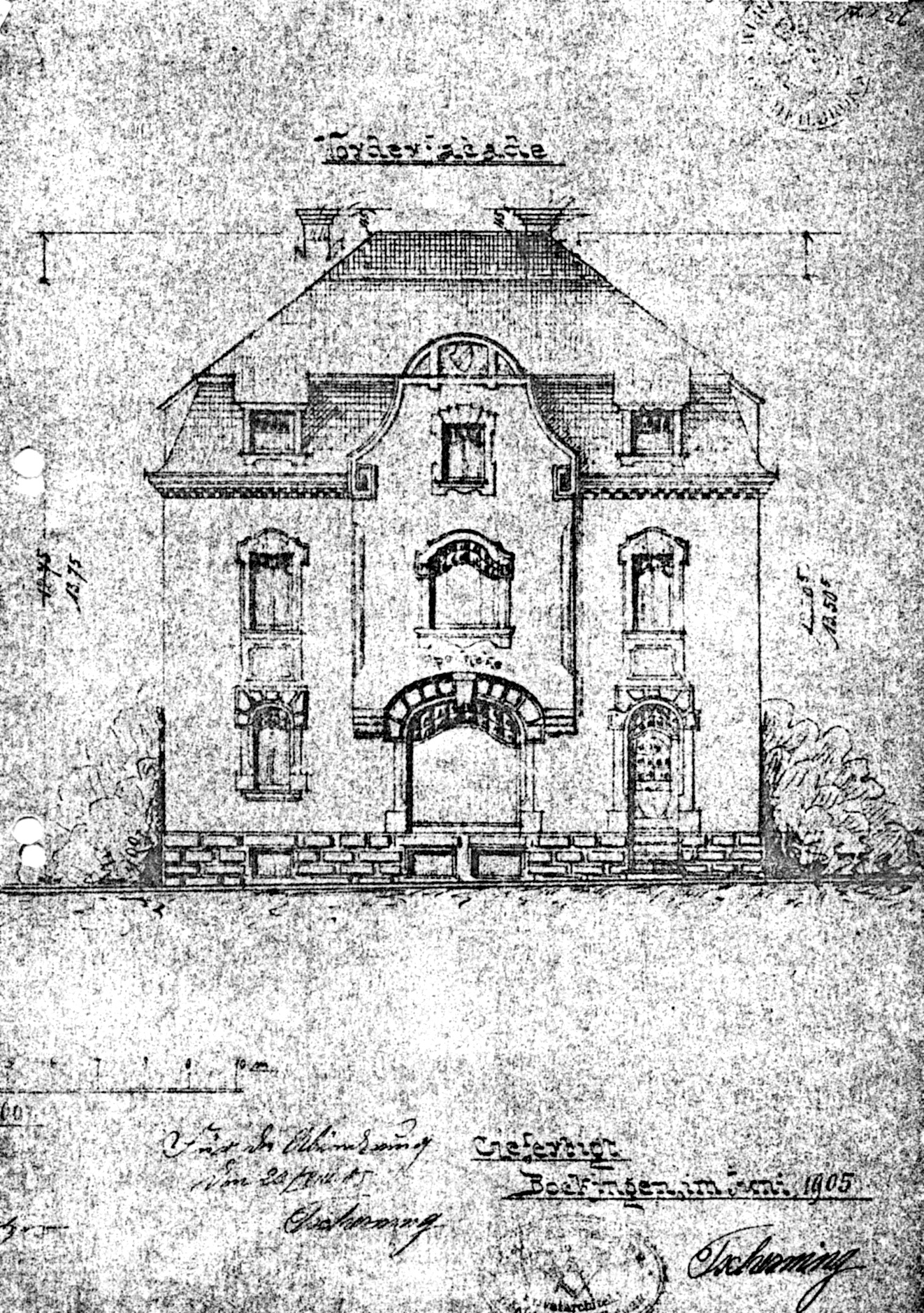
Erster Entwurf für die Apotheke in Heilbronn-Böckingen von 1905. Der Plan weist noch zahlreiche Unterschiede zum kurz darauf ausgeführten Gebäude auf.

Um die Apothekenkonzession bewarben sich 21 Apotheker bei der Regierung des Neckarkreises, die dem aus Weinsberg stammenden Ernst Gustav Schnitzer (1864–1933) den Zuschlag gab. Schnitzer hatte binnen drei Monaten nach Konzessionierung einen Grundriss und Lageplan der neu zu schaffenden Apotheke vorzulegen. Er erwarb ein Wohn- und Geschäftshaus an der Frankenbacher Straße 40 (heute: Klingenberger Str. 71), zu dem zwei unbebaute Parzellen an der Gartenstraße (heute: Schuchmannstraße) gehörten. Die Räumlichkeiten in dem bereits bestehenden Gebäude erwiesen sich als für den Apothekenbetrieb zu klein, so dass Schnitzer die Gartenparzellen als eigenständiges Grundstück ausmessen und dort durch den Architekten und späteren Stadtbaurat Karl Tscherning einen Neubau planen ließ. Die Pläne waren im Juni 1905 fertig und wurden vorbehaltlich kleiner Änderungen auch im Wesentlichen genehmigt. Der Bau des Gebäudes dauerte von August bis Dezember 1905, die Eröffnung der Apotheke erfolgte im Januar 1906.
Die Apotheke wurde zunächst nur als Schnitzer-Apotheke bezeichnet. Ihren heutigen Namen Adler-Apotheke erhielt sie 1933 unter Schnitzers Nachfolger Jakob Markus Michel, der nach Schnitzers Tod die Apotheke bis zu seinem eigenen Tod nur zehn Monate geführt hat. Über die Gründe für die Namenswahl kann heute nur noch spekuliert werden. Der Adler als Wappentier für Apotheken war 1933 jedoch äußerst beliebt, im Deutschen Reich gab es damals weit über 700 Adler-Apotheken.
Nach Michael folgte von 1935 bis 1938 der aus Ulm stammende Apotheker Hermann Sauer. Als dieser aus Gesundheitsgründen aus dem Pachtvertrag ausschied, übernahm Friedrich Schmutz, Provisor der Einhorn-Apotheke, 1938 die Adler-Apotheke.
Beim Luftangriff auf Böckingen am 10. September 1944 wurde das Gebäude beschädigt, der Betrieb konnte jedoch aufrechterhalten werden. Nach dem Luftangriff auf Heilbronn am 4. Dezember 1944 hatte die Adler-Apotheke wichtige Versorgungsfunktionen auch für die Heilbronner Kernstadt. Apotheker Schmutz hielt den Apothekenbetrieb auch während der Kampfhandlungen bei den Kämpfen um Heilbronn aufrecht, obwohl nach der Einnahme von Böckingen durch US-Truppen das Pachtverhältnis und die Konzession erloschen waren. Nach Kriegsende wurde Schmutz von den US-Behörden als Custodian eingesetzt. 1946 wurde die Neuvergabe der Apotheke ausgeschrieben, wobei sich Schmutz in dem über ein Jahr dauernden Bewerbungsverfahren gegen eine große Zahl von Mitbewerbern durchsetzen konnte. Schmutz führte die Apotheke noch bis zu seinem Eintritt in den Ruhestand 1954. Im Jahr 1966 verkaufte er Firma und Gebäude an Gisela Friedrich, die die Apotheke seit 1962 betrieb. Frau Friedrich verstarb 1974. Ihre Erben veräußerten das Gebäude an den aus Oschatz stammenden Apotheker Klaus Dürigen, der die Apotheke von 1975 bis 1994 führte. Von ihm kam die Apotheke an die Apotheker Martina Wiegerling und Horst Brück.

## Beschreibung
Das Gebäude weist sowohl Stilmerkmale des zur Zeit seiner Erbauung vorherrschenden Jugendstils als auch des Historismus auf, der verschiedene ältere Stile kopiert.
Die symmetrisch angelegte Fassade weist drei Fensterachsen auf. In der Mitte unten befindet sich das von einem Segmentbogen überspannte und von großflächigen Neorenaissance-Elementen eingerahmte Schaufenster, über dem ein Mittelrisalit nach vorne kragt, der in der Beletage ein großes Fenster aufweist. Der Mittelrisalit wird von einem geschweiften Giebel bekrönt, der eine Wappenkartusche, Olivenzweige und eine geteilte Muschel zeigt. Alle Fenster- und Türstürze weisen dieselbe Bogenform auf. Die im süddeutschen Jugendstil gestalteten Fensterlaibungen wiederholen sich an den Gewänden zur Eingangstür, die im Erdgeschoss in die rechte Fensterachse eingepasst ist. Bei der Inneneinrichtung sind vor allem die eingebauten hölzernen Jugendstil-Wandschränke zu nennen, die in Stuttgart bei Karl Meier (Monogramm: KMST) gefertigt wurden.